# Pohřební zvyky Slovanů
Slované pohřbívali své mrtvé většinu raného středověku pod mohylami. Způsob, jakým mohyly tvořili a jakým do nich ukládali své mrtvé, se lišil podle oblasti a také se měnil s dobou. 

## Východní Slované
Východní Slované pohřbívali své mrtvé pod mohylami po celý středověk, dokud vlivem křesťanství nepřešli na způsob pohřbívání, který je znám v Evropě po většinu středověku a novověku. Mezi 6. a 10. stoletím upřednostňovali žárový ritus a až během 10. století se začaly objevovat birituální hroby, tj. v mohylách se neukládal jen popel zemřelého, ale mohlo v nich být pohřbeno více jedinců a to jak zpopelněných, tak zde mohlo být uloženo nespálené tělo mrtvého. Kostrový ritus plně převládl v 11. století a udržel se až do samého konce stavění mohyl, tj. v některých periferních oblastech až do 16. století.
Nejstarší mohyly východních Slovanů se svou strukturou lišily od mohyl, jaké v té době nacházíme na území západních Slovanů. 
V oblasti Novgorodu se pohřbívalo do tzv. sopek, což byly mohyly, které byly navršovány postupně. S každým novým pohřbem se mohyla znovu navyšovala a do čerstvého zásypu byl uložen popel nového zemřelého. Postupně zvyšovaná mohyla mohla dosahovat až 10 metrů, konečný útvar byl kruhový se svislými stěnami a kamenným věncem okolo a byl podobný skutečné sopce. Pro sopky je typické, že se jen výjimečně nacházejí ve větších skupinách (tj. netvoří mohylníky). Maximálně se vyskytují v počtu dvanácti. Pohřby v nich uložené jsou vždy ritu žárového, patří tedy do doby 6. až 9. století.
V severní části Ruska (okolí Pskovského jezera, Západní Dvina, Podněpří) se stavěly tzv. dlouhé mohyly – kurgany. Tyto mohyly také vznikaly aditivním způsobem – těsně vedle jedné mohyly se postavila druhá a s dalším mrtvými se vytvořila dlouhá řada, která tvořila jedno těleso. Tyto dlouhé mohyly nebývají příliš vysoké – maximálně 2 metry, ale dosahují délky až 100 a více metrů. Protože pohřby v nich uložené jsou výhradně žárové, klade se doba jejich vzniku také mezi 6. a 9. století.

### Mohyly družiníků
Vysoce postavené osoby byly pohřbívány do velkých, bohatě vybavených mohyl. Protože se nejčastěji jedná o pohřby mužské v blízkosti velkých měst, hradišť a obchodních cest a výbava obsahuje zbraně, bývají považovány za mohyly družiníků.
Velký mohylník (cca 950 mohyl) s pohřby vysoce postavených osob leží v blízkosti Gnězdova u Smolenska. Jedná se o hroby se zbraněmi, také zde pravděpodobně byli pohřbeni i obchodníci a řemeslníci, kteří těžili z výhodné polohy města na Dněpru, kudy vedla obchodní trať spojující Baltské moře prakticky až s Řeckem. Zároveň tudy vedla západovýchodní stezka ze Západní Gviny do Povolží. Protože se pod některými mohylami našly i pohřby v lodích a za přítomnosti typických zbraní, uvažuje se u cca 5 % hrobů o cizokrajném původu zde pohřbených, konkrétně o švédských Vikinzích (viz normanskou teorii vzniku ruského státu).
Největší mohyla z tohoto období je tzv. Černá mohyla na mohylníku u Černigova. Je vysoká 11 metrů, její průměr se pohybuje okolo 40 metrů. Bohatá výbava pro tři zde pohřbené jedince (starší a mladší muž, bohatě vybavená žena) zahrnovala dva meče, dvě přílby, deset nákončí, kopí, šípy, sekeru, nože, štíty, třmeny, bohatě zdobené picí rohy a srpy.

## Západní Slované

### Pohřeb žehem
Nejstarší slovanské pohřby na území západních Slovanů pocházejí z 5.–6. století jsou stejně jako na východě žárové, ale ne ukládané do mohyl, nýbrž v zemi. Popel zemřelého se buď uložil do plátěného obalu (který se nedochoval a jedná se proto jen o hypotézu) nebo do popelnice (urny) a uložil do země. Zdá se, že ukládání bez popelnice jen v plátně bylo častější, protože urnových pohřbů nebylo nalezeno mnoho, na druhou stranu jamkové hroby se velmi těžko identifikují (v podstatě se jedná jen o hromádku popele, výjimečně je přidána keramika nebo nůž, ozdoba apod.) a snadno podléhají zkáze (hluboká orba od 19. století).

### Mohyly
Od 7. století se začal měnit způsob pohřbívání. Na celém území se objevují mohyly a stejně jako na východě se postupně začíná přecházet od žárového ke kostrovému ritu. V určitých oblastech se již v 7. století objevují i ploché kostrové hroby (vlastně typický křesťanský způsob ukládání mrtvého), ale až v 9. století spolu s křesťanstvím začínají pronikat do oblastí, kde se dosud stavěly mohyly.

## Slované na území Česka
Když k nám v 6. století přišli první slovanští osadníci, přinesli si s sebou žárový způsob pohřbívání svých mrtvých. Popel ukládali do jamek nebo do uren. V 7. století nastává hiát, během kterého nejsou doloženy žádné slovanské hroby. Znamená to, že obyvatelstvo přijalo takový způsob pohřbívání, který není archeologicky doložitelný (např. mohli popel rozprašovat, vhazovat popel do vody, ukládat jej do nádob umístěných na kůlech apod.). Hiát trvá do první poloviny 9. století, kdy se objevují první ploché kostrové hroby na Moravě.

### Mohylové oblasti
V polovině 7. století se objevují první mohyly a to jen na určitém území.
V Čechách rozlišujeme dvě velké mohylové oblasti: větší na jihu (jihočesko-rakouská mohylová oblast, která pokračuje v Rakousku) a východočeská mohylová oblast. Ojediněle byly objeveny mohyly i v západních a středních Čechách.
Problém, proč se mohyly objevují jen někde, nebyl dosud uspokojivě vysvětlen. Původně se jihočeské mohyly spojovaly s z písemných pramenů známým kmenem Doudlebů. Dnes se spíš uvažuje, že odlišný ritus souvisí s vlnami nově příchozího obyvatelstva (tzv. druhá vlna slovanského obyvatelstva k nám přišla z Podunají v polovině 7. století). Otázkou zůstává, proč se mohyly objevují i v severozápadních Čechách a jinde ve střední Evropě. Na Moravě byla mohylová pohřebiště roztroušena po celé staré sídelní oblasti.
Jednotlivá mohylová pohřebiště se skládají z různě velkých mohyl, často seřazených v pravidelných řadách, směřujících od západu k východu. Početné jsou však i mohylníky s násypy rozloženými ve volných skupinách, někdy třeba s kamennými věnci.
Na přelomu 8. a 9. století se i na území dnešního Česka (stejně jako na ostatním slovanském území) začaly objevovat birituální pohřby v mohylách.

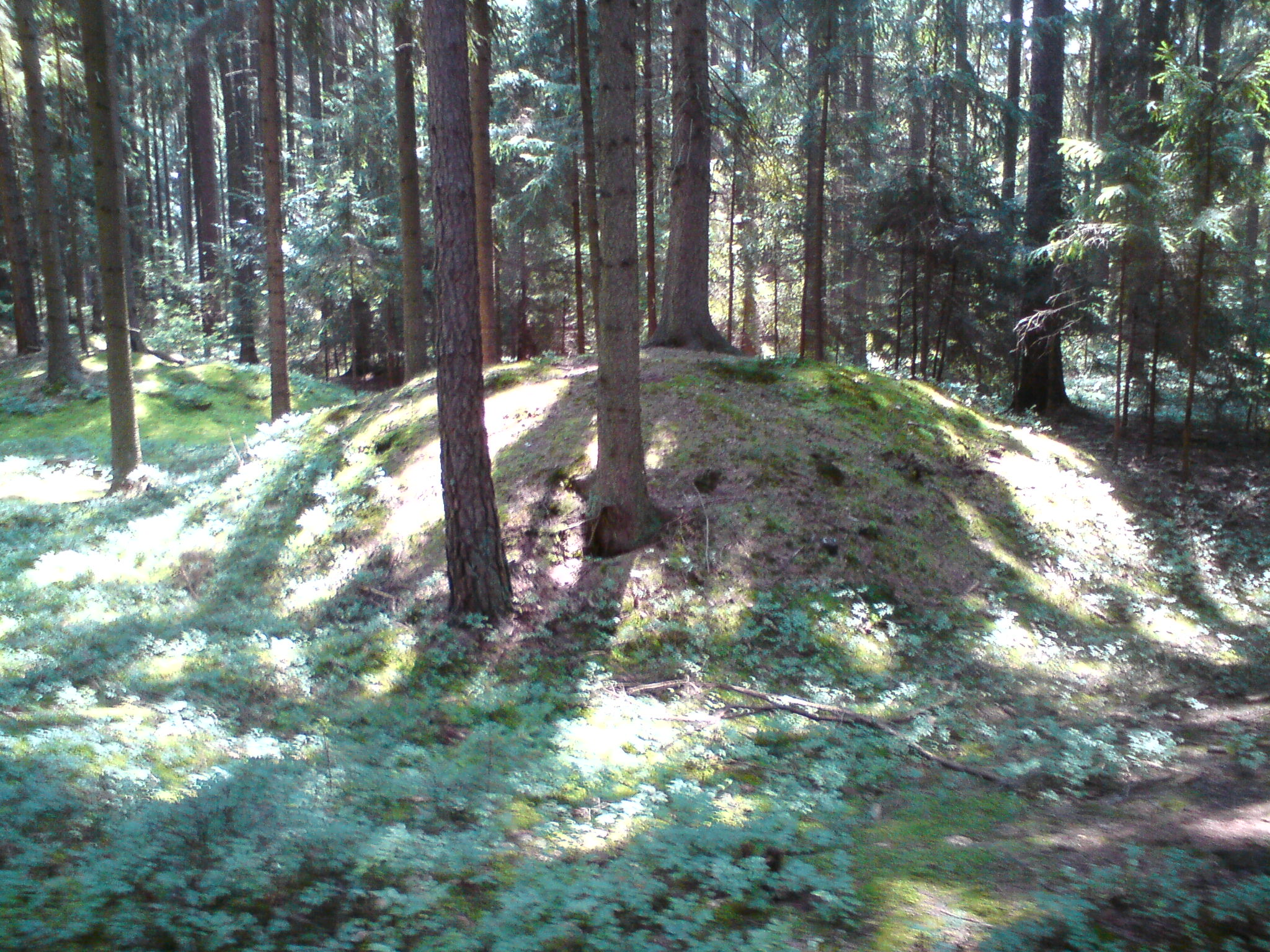
Mohylové pohřebiště na vrchu Baba u Vitína, okres České Budějovice
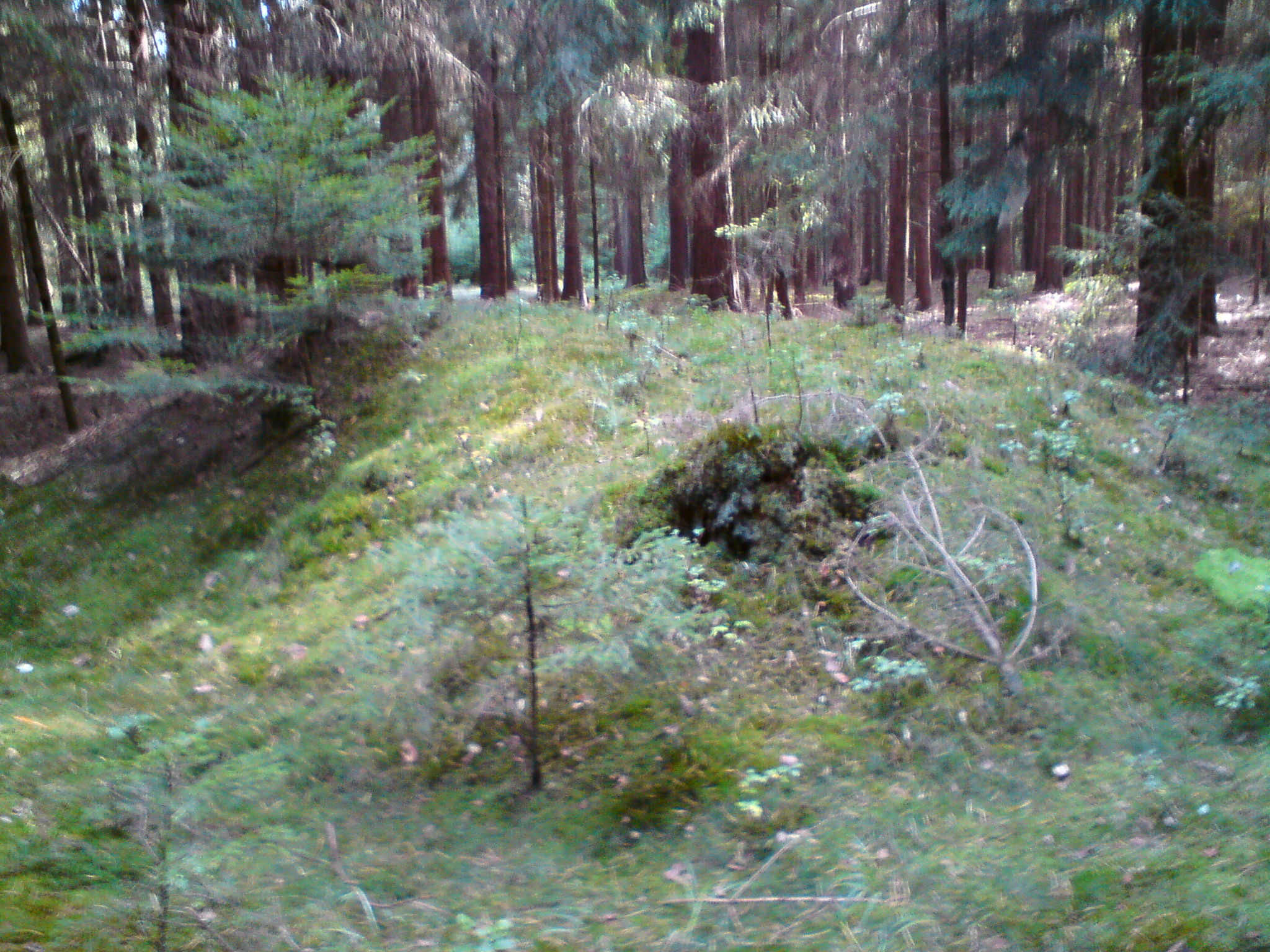
Mohylové pohřebiště na vrchu Vávra u Červeného Újezdce, okres České Budějovice

### Vztah pohřebišť k sídlištím
Podobně jako na jiných územích není dodnes přesně určený vztah slovanských pohřebišť k sídlištím. Obvykle ke konkrétnímu sídlišti neznáme pohřebiště a naopak. Není možné určit, jak velká komunita na tom kterém pohřebišti pohřbívala. Pohřebiště, pokud se výjimečně podařilo nalézt i sídliště v blízkosti, se nacházela 200–300 metrů od obývaného areálu, snad zde existovala nějaká dělicí hranice (potok, plot apod.).

## Některé pravděpodobné zvyky a rituály spojené s pohřbem
Na základě útržkovitých zmínek z písemných pramenů raného středověku, etnografických analogií apod. se snad podařilo rekonstruovat některé rituály, které byly před, během či po pohřbu prováděny.
Během doby než byl mrtvý uložen do hrobu pravděpodobně někteří příbuzní bděli v noci u mrtvého těla. Aspoň by tomu dosvědčovaly jihoslovanské staré pohádky a pověsti. Dále asi docházelo k bouřlivým hostinám spojeným s konzumací alkoholu (zmiňuje se o tomto Kosmas nebo Homiliář opatovický). Vzhledem k nálezům rozbitých nádob a dalších předmětů na mohylách, bývaly předměty patřící mrtvému asi úmyslně rozbíjeny. 
Během pohřebního obřadu byl ostentativně dáván najevo žal nad odchodem blízkého člověka. Především ženy si trhaly vlasy, šaty, drásaly tváře (svědčily by o tom zákazy Toledské synody z roku 589 nebo se o tomto zmiňuje Filip de Diversis u dubrovnických žen).
Mrtvému či bohům byla přinášena zvířecí oběť, ale i chleba, víno, dřevěné podoby zvířat či dokonce ženské vlasy.
I po ukončení pohřebních slavností, které pravděpodobně vyvrcholily pohřební hostinou (dodnes zvykem na českém venkově), se mrtvý pravidelně připomínal při vzpomínkových slavnostech a během zvláštních svátků mrtvých.
Pokud společenství dospělo k závěru, že mrtvý by jim mohl být nebezpečným, docházelo k tzv. protivampyrickým opatřením. Mrtvému mohly být svázány údy, nasypán písek do úst, useknuta hlava, hrob zavalen kamenem. Některá opatření už proběhla během pohřbu samotného: mrtvý byl z domu vynesen nohama napřed (aby se nemohl vrátit) nebo nebyl vynesen dveřmi, ale byl vybourán speciální otvor, kudy nebožtík opustil dům.